# Fort Washington (Kalifornia)
Fort Washington statisztikai település az USA Kalifornia államában, Fresno megyében. Lakosainak száma 255 fő (2020. április 1.).

## Népesség
A település népességének változása:

| 2010 | 233 |
| 2020 | 255 |